# Rondò Veneziano
Pour les articles homonymes, voir Veneziano.
Rondò Veneziano est un ensemble musical italien, qui s'inspire de la musique baroque et classique, pour produire une variété dance-pop. Le groupe fut créé en 1979 par Gian Piero Reverberi, compositeur et chef d'orchestre appartenant à l'école génoise. Plus de 25 millions d'albums ont été vendus dans le monde.
Le répertoire du groupe, large et inspiré de modèles stylistiques très variés, est signé de Reverberi, connu par ailleurs pour avoir arrangé des morceaux pour Fabrizio De André, Luigi Tenco, Lucio Battisti, Gino Paoli, Mina, Lucio Dalla et, plus récemment, Eros Ramazzotti. Très inspirées du baroque vénitien dans les premières années d'existence de la formation, les sonorités ont régulièrement évolué, tant vers le classique que vers un certain impressionnisme musical, au point qu'il est très malaisé de ranger le groupe sous une étiquette précise.
Après avoir enregistré près de 25 albums entre 1980 et 2002, l’activité de l’ensemble porte actuellement sur la scène, essentiellement en Europe.

## Histoire du groupe

### La création
Rondò Veneziano naît au printemps 1979, sur une idée conjointe de Freddy Naggiar (Baby Records) et du compositeur Gian Piero Reverberi. Ce dernier quitte ainsi la maison de disques RCA Italiana pour Baby Records, où il va collaborer avec Al Bano, Romina Power, Pupo et Ricchi e Poveri.
Le projet initial visait à créer une formation instrumentale italienne, dans la lignée de ce qu’avaient pu proposer Angelo Branduardi ou Stephen Schlaks. Reverberi opta pour une solution aux frontières du baroque et de la pop.
La restauration du carnaval vénitien, à la fin des années 1970, contribua à faire du caractère à la fois festif et mondialement connu de Venise un thème essentiel d’inspiration. Pour matérialiser l’atmosphère baroque, les musiciens solistes se présentent en habits à la mode du XVIIIe siècle, avec perruques. Ces éléments avaient pour but de renforcer l’impact auprès du public et de rendre le groupe immédiatement reconnaissable.
Les quatre premiers morceaux (dont Rondò Veneziano, San Marco et Andante Veneziano) furent enregistrés sous la direction de Reverberi au Varirecording Studios (Milan), avec un orchestre symphonique de Gênes, ainsi qu’un batteur et un bassiste de ses connaissances. Ces premiers morceaux plurent à la Baby Records, et cinq autres compositions vinrent s’y ajouter pour constituer un premier album : Rondò Veneziano.
Si l'album était prêt dès l’hiver 1979, il ne fut publié que l’année suivante, pour préparer une stratégie commerciale plus efficace. Le 22 février 1980, le morceau Rondò Veneziano fut choisi par Silvio Berlusconi, sur le conseil de Freddy Naggiar, pour ouvrir et clore les programmes de la récente Canale 5, attisant ainsi la curiosité des téléspectateurs pendant près d’un an, puisque le morceau était diffusé six fois par jour, et que ni son nom, ni sa provenance n’étaient mentionnés.

### Le succès
En 2008, G. P. Reverberi commentait les trente années de succès du groupe : « Aucun de nous n’imaginait un tel succès. Après la première apparition et le premier album, on pensait que le succès était dû à la nouveauté. Et pourtant, plusieurs années après, nous pouvons affirmer que nous avons créé un style de musique particulier. »
L'irruption d'un groupe de variété entièrement acoustique sur une scène musicale dominée par l’électronique et le disco singularisa le Rondò Veneziano dès ses débuts. Le groupe fut l’hôte de nombreuses émissions télévisées dans toute l’Europe jusqu’aux années 1990. La plupart des albums enregistrés dans les années 1980 remportèrent des distinctions dans plusieurs pays et occupèrent le classement des meilleures ventes,. En Italie, la compilation Venezia 2000 (1983) fut l’un des disques les plus vendus pendant plusieurs années.
L'impact visuel des musiciens en costume, les illustrations créées pour les pochettes, et surtout les sonorités classiques accessibles pour un public non initié, ont concouru à ces résultats. D’un album à l’autre, Gian Piero Reverberi a su faire évoluer sa musique pour renouveler l’intérêt d’un auditoire, qui aurait pu retomber très vite après les premières ventes.
Le groupe changea de maison de disque en 1992, et BMG réédita tous les albums précédents dans leur version internationale, de sorte qu’il n’est plus possible aujourd’hui de trouver les albums originaux en dehors du marché de l’occasion. Le Best of diffusé en 1996 constitue la dernière réussite commerciale du groupe en France.

### Les derniers albums et les concerts
La signature du groupe avec Koch, à partir de 1997, cantonna la diffusion des nouveaux albums aux pays germanophones. Les nouvelles réalisations consistent en albums « concept ».
Parallèlement, Reverberi put entreprendre une série de tournées européennes avec son groupe. Il en résulta un premier album en public en 1997.
Le retour chez Baby Records International permit une meilleure diffusion des deux derniers albums studio du groupe. La Piazza (2002) [Concertissimo pour le marché français] est le dernier album original du Rondò Veneziano. Un deuxième album en public a été produit à l’occasion des 25 ans de la création du groupe, et une version en orchestre de chambre, sans section rythmique ni électronique, a été enregistrée en 2009. Ces deux derniers n’ont pas fait l’objet d’une diffusion massive. Les 30 ans ont vu la sortie d’un DVD au Royaume-Uni.
Un "Best of 3CD" reprenant 60 morceaux est édité par Sony Music en 2012.
Actuellement, le groupe se produit chaque année sur scène à l’occasion d’une tournée en Europe. Des concerts ont été également donnés aux États-Unis, notamment à Las Vegas (2003).

## Composition du groupe
La formation de base du Rondò Veneziano compte neuf solistes (sept femmes et deux hommes). Elle se compose généralement de trois violons, d’un alto, d’un violoncelle, d’un hautbois, d’une flûte traversière, ainsi que d’une basse électrique et d’une batterie. C’est dans cette combinaison qu’elle se produit sur les plateaux de télévision, parfois accompagnée de Gian Piero Reverberi à la direction d’orchestre ou au piano.
Lors des enregistrements en studio, l'ensemble se compose d’un hautbois, d’une flûte traversière, de huit premiers violons, de huit seconds violons, de six altos, de six violoncelles, de deux contrebasses, d'une basse électrique et d’une batterie. Selon les besoins peuvent s’y adjoindre une guitare classique ou électrique, une trompette, un cor, un trombone, des timbales, une clarinette ou encore un piano. Un travail en studio permet le mixage avec les sons additionnels et les synthétiseurs.
En 2009, une version en orchestre de chambre se composait de quatre premiers violons, de quatre seconds violons, de trois altos, de trois violoncelles, de deux contrebasses, d’un cor et d’un piano.
Sur scène, le groupe de solistes est accompagné de trente musiciens afin de créer une sonorité symphonique adaptée aux salles de concert.

### Les musiciens
Le nom des musiciens n’est mentionné qu’à de très rares exceptions, d’autant qu’en trente ans ce sont en réalité plusieurs groupes qui se sont succédé. Des auditions menées par Gian Piero Reverberi ont permis à plusieurs reprises de renouveler les instrumentistes.
On peut néanmoins trouver la mention de quelques-uns d’entre eux :
- Giacomo Caliolo - basse électrique (1980-1989) ;
- Tony Pomara - batterie (1980-1989) ;
- Giuseppe Zuppone - auteur, direction d'orchestre (Marco Polo, Zodiaco - Sternzeichen, Honeymoon, Luna di Miele) ;
- Jesús Eduardo Álvarez Herrera - guitare classique (Concerto, Masquerade) ;
- Fabrizio Giudice - guitare classique (Honeymoon - Luna di Miele, Papagena, La Piazza, Concertissimo) ;
- Ossi Schaller - guitare électrique (Stagioni di Venezia, Il Mago di Venezia, La Piazza) ;
- Paolo Cattaneo - ténor (Honeymoon - Luna di Miele) ;
- Deborah Biondi - piano soliste (Honeymoon - Luna di miele) ;
- Sergio Barlozzi - batterie, programmation des percussions (de Marco Polo à La Piazza) ;
- Munchener Bach Choir - chœur (La Piazza, Concertissimo) ;
- Willi Burger - harmonica (Papagena).

## Style

### Les compositeurs
Gian Piero Reverberi est le compositeur principal, puisqu’il a signé tous les morceaux originaux du groupe. Ont travaillé avec lui à la composition Laura Giordano (de 1980 à 1987) puis Ivano Pavesi (à partir de 1988). Ponctuellement, des collaborateurs ont participé à la composition : Dario Farina (Odissea Veneziana), Franco Fochesato (Luci E Colori Di Venezia) et Giuseppe Zuppone.

### Inspiration
Les morceaux exécutés par le Rondò Veneziano sont des compositions originales. A un orchestre classique vient se joindre une section rythmique, constituée d’une guitare basse et d’une batterie. Des sonorités électroniques viennent enrichir l’ensemble à partir de l’album Odissea Veneziana (1984).
Les premiers albums s’inspirent essentiellement du baroque italien, et particulièrement vénitien : Vivaldi, Marcello, Albinoni (Rondò Veneziano, San Marco…). Une inclination vers la musique romantique n’est cependant pas absente (Notturno in Gondola…). Le folklore italien est également mis à contribution (Danza Mediterranea…).
Les albums suivants élargissent ces influences vers le classique, davantage de romantisme, et d’impressionnisme (Isole…). Il n’est pas rare de trouver quelques mesures de compositeurs célèbres qui servent de prétexte à tout un morceau : le thème d’Odissea Veneziana rappelle la Fugue (BWV 565) de Bach, les premières secondes de Leone – Fuoco s’inspirent de la Neuvième Symphonie de Beethoven. De nombreux morceaux de l’album Papagena (2001) résonnent d’accents mozartiens.
Reverberi apprécie tout particulièrement Bach, Händel, Brahms, Chopin, Grieg, Schubert, Smetana, Schumann, Saint Saëns, Dvoràk…

### Arrangements
Une des principales caractéristiques de la musique du groupe repose sur la modulation dans la répétition et les arrangements. Un même thème peut être répété en variant les arrangements à chaque reprise. La répétition peut porter sur une simple phrase (La Scala d’Oro, où le thème initial est joué six fois de suite), ou sur une période beaucoup plus large (Mosaico, où un thème assez long et une seule répétition suffisent à construire le morceau). 
En intercalant des thèmes secondaires, parfois eux-mêmes répétés, Reverberi aboutit à des structures relativement complexes (Gentil Tenzone), où la symétrie semble cependant être une constante.
Un autre trait consiste à adoucir les changements d’accords, en déroulant une même note sur le plus de mesures consécutives possibles (Laguna Incantata).

### Interprétation des classiques
À plusieurs reprises, le groupe s’est autorisé à interpréter les principaux auteurs du répertoire classique. Cette démarche visait à rendre ces derniers accessibles à un auditoire peu habitué à la grande musique, et désireux de se familiariser avec cet art, sans savoir par où commencer.
Chacun des morceaux enregistrés sur ces albums de vulgarisation constitue une anthologie de tel compositeur ou de tel courant. Ainsi, sur l’album consacré à Mozart, le morceau intitulé Cosi Fan Tutte est constitué d'extraits de l’opéra Le Nozze di Figaro, de la Sonate K330, et de l'Ouverture de Cosi Fan Tutte, très légèrement réarrangés de façon à former un morceau construit et autonome. Les arrangements sont généralement l’œuvre d’Ivano Pavesi. Reverberi dirige l’orchestre.
Vivaldi, Mozart et Beethoven firent l’objet d’un coffret de trois albums (1990) édité à l’occasion des dix ans d’existence du groupe. Un album regroupant des chants traditionnels de Noël et des œuvres de Bach, Schubert et Händel fut conçu en 1995. Pour fêter les vingt années de l’ensemble, l’album La Storia del Classico (2000) reposait sur le même principe. Un album consacré à Bach n’a pu voir le jour, mais deux morceaux en ont cependant été enregistrés sur l’album Concertissimo (2002).

## Discographie
De 1980 à 1991, le groupe a été produit en Italie par les maisons de disques italiennes Baby Records (de 1980 à 1991, puis de 2001 à 2002) et DDD – La Drogueria di Drugolo (de 1992 à 1995). Ensuite, le label indépendant autrichien Koch International a été utilisé pour une diffusion internationale de 1997 à 2000.
En France, la distribution des premiers albums a été réalisée par les maisons de disques Barclay, Carrère puis Polydor, généralement l’année suivante. Les albums produits entre 1997 et 2000 n’ont pas fait l’objet d’une édition spécifique pour la France.
En 1993, le catalogue est passé au label allemand BMG Ariola, qui a réédité les albums de la période Baby Records pour le marché international. Ces versions présentent un contenu légèrement modifié (généralement deux inédits), une pochette différente. En tenant compte de ces variantes et des nombreuses compilations réalisées, il existe environ 200 références d’albums et singles au total.
Une première compilation Venezia Romantica a été diffusée par BMG Music en 1992, mais The Best of Rondò Veneziano – vol. 1 a bénéficié d’une plus large promotion en 1996. Un Best of - 3 CD a également été diffusé par Sony Music en 2012.

### Versions originales

#### Baby Records
- 1980 - Rondò Veneziano
- 1981 - La Serenissima
- 1982 - Scaramucce
- 1983 - Venezia 2000 (une compilation des 3 premiers albums)
- 1984 - Odissea Veneziana
- 1985 - Theme from Not Quite Jerusalem[17]
- 1985 - Casanova
- 1986 - Rapsodia Veneziana
- 1987 - Arabesque
- 1988 - Concerto
- 1989 - Masquerade
- 1990 - Barocco
- 1990 - The Genius of Vivaldi, Mozart, Beethoven
- 1991 - Prestige
- 1992 - Rondò 2000 - The Best of Rondò Veneziano

#### DDD - La Drogueria di Drugolo
- 1992 - G. P. Reverberi - Rondò Veneziano
- 1993 - L'Antivirtuoso[18]
- 1994 - Il Mago di Venezia
- 1995 - Sinfonia di Natale (une compilation de chansons de Noêl, seulement 3 titres sont originaux)

#### Koch International
- 1997 - Marco Polo
- 1997 - Gian Piero Reverberi conducts Rondò Veneziano - In Concerto [live]
- 1998 - Zodiaco - Sternzeichen
- 1999 - Attimi di magia - Magische Augenblicke (anciens morceaux rejoués au piano et 3 titres originaux)
- 1999 - Honeymoon - Luna di Miele
- 2000 - La storia del Classico (une compilation de morceaux classiques)

#### Baby Records International-Cleo Music AG
- 2001 - Papagena
- 2002 - La Piazza

#### Cleo Music AG
- 2005 - 25 - Live in Concert [live]
- 2009 - Rondò Veneziano Chamber Orchestra

### Tableau de correspondance
| Version originale                                                                      | Version française                                      | Version internationale                                                           | Autres versions                                      |
| -------------------------------------------------------------------------------------- | ------------------------------------------------------ | -------------------------------------------------------------------------------- | ---------------------------------------------------- |
| Rondò Veneziano (Baby Records, 1980)                                                   | Rondò Veneziano (Barclay, 1981)                        | Rondò Veneziano (BMG Music, 1980-1993)                                           | The Genius of Venice (Ferroway Records, 1984)        |
| La Serenissima (Baby Records, 1981)                                                    | La Serenissima (it) (Carrère, 1982)                    | Concerto Futurissimo (BMG Music, 1984-1993) [La Serenissima + Odissea Veneziana] | Venice in Peril (Ferroway Records, 1983)             |
| Scaramucce (Baby Records, 1982)                                                        | Scaramucce (Carrère, 1982)                             | Scaramucce (BMG Music, 1982-1993)                                                |                                                      |
| Venezia 2000 (Baby Records, 1983)                                                      | Venise de l’an 2000 (Carrère, 1983)                    | Venezia 2000 (BMG Music, 1983-1993)                                              |                                                      |
| Odissea Veneziana (Baby Records, 1984)                                                 | L’Odyssée de Venise (Baby Records, 1984)               | Concerto Futurissimo (BMG Music, 1984-1993) [La Serenissima + Odissea Veneziana] | Odissea (Fanfare Records, 1985)                      |
| Casanova (Baby Records, 1985)                                                          | Casanova (Polydor, 1985)                               |                                                                                  | Odissea Veneziana (BMG Music, 1985)                  |
| Rapsodia Veneziana (Baby Records, 1986)                                                | Rapsodia Veneziana (Baby Records, 1986)                | Fantasia Veneziana (BMG Music, 1986-1993)                                        | Lagune (Baby Records, 1986)                          |
| Arabesque (Baby Records, 1987)                                                         | Arabesque (Baby Records, 1987)                         | Misteriosa Venezia (BMG Music, 1987-1993)                                        |                                                      |
| Concerto (Baby Records, 1988)                                                          | Concerto (Baby Records, 1988)                          | Poesia di Venezia (BMG Music, 1988-1993)                                         |                                                      |
| Masquerade (Baby Records, 1989)                                                        | Masquerade (Polydor, 1989)                             | Visioni di Venezia (BMG Music, 1989-1993)                                        | Armonie (Baby Records, 1989)                         |
| Barocco (Baby Records, 1990)                                                           | Mystère (Polydor, 1991)                                | Musica... Fantasia (BMG Music, 1990-1993)                                        | Capriccio Veneziano (Baby Records, 1991) (amc, 2001) |
| The Genius of Vivaldi, Mozart, Beethoven (Baby Records, 1990)                          | Le Génie de Vivaldi, Mozart, Beethoven (Polydor, 1990) |                                                                                  |                                                      |
| Prestige (Baby Records, 1991)                                                          | Prestige (Polydor, 1991)                               | Magica Melodia (BMG Music, 1991-1993)                                            | Interlude (Baby Records, 1992)                       |
| Rondò 2000 - The Best of Rondò Veneziano (Baby Records, 1992)                          |                                                        | Venezia Romantica - The Best of Rondò Veneziano (BMG Music, 1992-1993)           |                                                      |
| G. P. Reverberi - Rondò Veneziano (DDD, 1992)                                          |                                                        |                                                                                  | Stagioni di Venezia (BMG Music, 1992)                |
| Il Mago di Venezia (DDD, 1994)                                                         |                                                        |                                                                                  |                                                      |
| Sinfonia di Natale (DDD, 1995)                                                         | Symphonie de Noël (BMG Music, 1995)                    |                                                                                  |                                                      |
| Marco Polo (Koch International, 1997)                                                  |                                                        |                                                                                  |                                                      |
| Gian Piero Reverberi conducts Rondò Veneziano - In Concerto (Koch International, 1997) |                                                        |                                                                                  |                                                      |
| Zodiaco (The Zodiac) (Koch International, 1998)                                        |                                                        |                                                                                  |                                                      |
| Attimi di Magia - Magische Augenblicke (Koch Records, 1999)                            |                                                        |                                                                                  |                                                      |
| Honeymoon - Luna di Miele (Koch Records, 1999)                                         |                                                        |                                                                                  |                                                      |
| La Storia del Classico (Koch Records, 2000)                                            |                                                        |                                                                                  |                                                      |
| Papagena (Baby Records, 2001)                                                          | Vénitienne (EMI Music, 2002)                           |                                                                                  |                                                      |
| La Piazza (Baby Records, 2002)                                                         | Concertissimo (BMG France, 2002)                       |                                                                                  |                                                      |
| 25 - Live in Concert (Cleo Music, 2005)                                                |                                                        |                                                                                  |                                                      |
| Rondò Veneziano Chamber Orchestra (Cleo Music, 2009)                                   |                                                        |                                                                                  |                                                      |

### Travail artistique

#### Logos
Le logo officiel du groupe fut créé par Erminia Munari et Enzo Mombrini, graphistes de Baby Records, pour l’album Odissea Veneziana (1984). Les logos précédents, moins caractéristiques, furent abandonnés.
Ce logo fut abandonné pour des questions juridiques en 1992, et ne put être utilisé à nouveau qu’en 2001 et 2002. Les albums publiés sous le label DDD – La Drogueria del Drugolo présentent donc un nouveau logo dessiné par Flora Sala pour le Studio Anastasia.
Entre 1997 et 2000, le label Koch utilisa un logo très semblable à celui créé par Munari et Mombrini.

#### Pochettes
Le dessinateur choisi pour illustrer la pochette du premier album fut Victor Togliani. Gian Piero Reverberi désirait une illustration qui ne donnerait pas l’impression d’un disque de musique classique, mais qui interpellerait. Togliani fit quelques propositions, et Freddy Naggiar (Baby Records) choisit d’illustrer le projet par deux musiciens en costume qui traversent l’espace sur un aéronef. Cette idée fut reprise, sous différentes formes, jusqu’en 1983 et l’album Venezia 2000. Victor Togliani participa également à la réalisation de clips vidéo pour le groupe, mais il fallut attendre 1991 et l’album Prestige pour qu’il devienne à nouveau le dessinateur attitré des pochettes du groupe.
Après le premier album, le duo Enzo Mombrini-Erminia Munari et Marina Romagnoli illustrèrent quelques opus, mais la plupart des pochettes de disque publiées dans les années 1980 furent dessinées par le britannique Angus McKie.

#### Producteurs et ingénieurs du son
Les albums ont presque tous été produits par Gian Piero Reverberi, par Cleo Music AG et par P.E.M. GmbH (Vienne)
L’enregistrement studio des premiers albums fut réalisé par Harry Thumann et son assistant Klaus Strazicky, avant que ce dernier n’assume seul cette fonction. L’enregistrement de l’album La Serenissima constitue une exception : l’ingénieur du son en fut Plinio Chiesa.
Le passage au label Koch est marqué par la participation de nouveaux collaborateurs, et des enregistrements réalisés en dehors de l’Italie : Country Lane Studio et Arco Studio (Monaco de Bavière), et en Italie : Studio Mulinetti et DG Studio de Franco Fochesato.

### DVD
En 2010 est paru un DVD : Rondò Veneziano – Once Upon a Time – A Musical DVD Odyssee, diffusé uniquement au Royaume-Uni. Mêlant images extraites de concerts du groupe et interviews de Gian Piero Reverberi, on y trouve également des créations vidéo de Chris Flynn, concepteur du DVD.

## Partitions
Les premiers albums ont fait l’objet de transcriptions pour piano par C. Lentini et Riccardo Visini. Ces recueils sont particulièrement difficiles à trouver. 
- 1980 - Rondò Veneziano, Messaggerie Musicali, Milan
- 1981 - La Serenissima (vol. 2), Messaggerie Musicali, Milan
- 1982 - Scaramucce (vol. 3), Messaggerie Musicali, Milan
- 1984 - Odissea veneziana (vol. 4), Messaggerie Musicali, Milan
- 1985 - Casanova (vol. 5), Messaggerie Musicali, Milan
- 1986 - Rapsodia veneziana (vol. 6), Messaggerie Musicali, Milan
- 1987 - Arabesque (vol. 7), Messaggerie Musicali, Milan
- 1988 - Concerto (vol. 8), Messaggerie Musicali, Milan
- 1989 - Masquerade (vol. 9), Messaggerie Musicali, Milan
- 1990 - Barocco (vol. 10), Messaggerie Musicali, Milan
- 1991 - Rondò Veneziano (vol. 1), PolyGram Italia (anthologie)
- 1991 - Rondo Veneziano (vol. 2), PolyGram Italia (anthologie)
- 1992 - G. P. Reverberi - Rondò Veneziano, Nuova Carisch, Milan
- 1995 - Il meglio di Sinfonia di Natale, Il Mago di Venezia, BMG Ricordi, Roma (sélection de morceaux des deux albums)
- 1996 - The Best of Rondò Veneziano, Nuova Carisch, Milan (anthologie)

En France ont été diffusés les recueils suivants :
- 1992 - G. P. Reverberi - Rondò Veneziano, Nuova Carisch, Milan
- 1996 - The Best of Rondò Veneziano, Nuova Carisch, Milan (anthologie)

Un exemple de partition orchestrale :
- (it) « Accademia », sur Andelmusic.be

## Sur scène
Gian Piero Reverberi et son groupe se sont produits en Russie, France, Allemagne, Autriche, Italie, Suisse, Monaco, Luxembourg, Belgique, États-Unis.
La première tournée eut lieu en 1991 ; le groupe était accompagné par l’Orchestre International de Munich. Le premier concert officiel de la tournée 1993 eut lieu le 28 avril, au théâtre Smeraldo de Milan. Le groupe de base était accompagné par l’Orchestre Symphonique de la Radio de Berlin. Ce concert fut suivi d’une tournée en Allemagne, à Monaco et en France.
À la fin des années 1990, un ensemble de musiciens eut une licence pour se produire sous le nom du groupe à la Scuola Grande di San Teodoro, près du Rialto, à Venise.
Actuellement le groupe se produit sur scène chaque année à l’occasion d’une tournée, essentiellement en Allemagne, Suisse et Autriche. Les dates sont disponibles sur le site officiel du groupe.
Deux albums live permettent de se faire une idée des prestations scéniques du groupe : Gian Piero Reverberi conducts Rondò Veneziano - In Concerto (1997) et 25 - Live in Concert (2005).